# Ricorso per cassazione (ordinamento penale italiano)
Il ricorso per cassazione, nel processo penale, un mezzo di impugnazione ordinario, costituzionalmente previsto avverso i provvedimenti limitativi della libertà personale ed esperibile negli altri casi previsti dal codice di procedura penale.

## Caratteristiche e disciplina
Previsto dall'art. 111 della Costituzione e dagli articoli 606 e seguenti del codice di procedura penale, anche nel ramo penalistico dell'ordinamento italiano, è un mezzo di impugnazione ordinario tramite il quale l'impugnante lamenta un errore di diritto compiuto dal giudice nell'applicazione delle norme di diritto sostanziale (cosiddetto error in iudicando) o di diritto processuale (error in procedendo).
Legittimata a ricorrere è la parte che vi abbia interesse, vale a dire che si dolga di un provvedimento sfavorevole.
Possono conseguentemente ricorrere le parti necessarie: imputato (a mezzo di difensore abilitato al patrocinio avanti le giurisdizioni superiori) e pubblico ministero. Possono altresì proporre ricorso le parti eventuali ritualmente costituite: parte civile, civilmente responsabile, civilmente obbligato per la pena pecuniaria.
A differenza dell'altro giudizio d'impugnazione, quello d'appello dove il giudice ha, salvo alcuni limiti, i poteri cognitivi del giudice di primo grado, i giudici della Cassazione possono decidere soltanto nell'ambito dei motivi palesati dal ricorrente. Questo perché il giudizio della Cassazione verte sulla fondatezza di tali motivi che devono corrispondere alle ipotesi tassativamente previste dall'art. 606 c.p.p.
La Corte di Cassazione non può affatto operare un riesame nel merito delle prove, né rivalutarle, ma deve controllare se il processo si sia svolto nel rispetto delle norme di legge e se il provvedimento impugnato abbia una motivazione corretta.

## Motivi
Si può impugnare ricorrendo in Cassazione solo per i motivi e i casi tassativamente previsti dall'art.606 c.p.p.
3. Il ricorso è inammissibile se è proposto per motivi diversi da quelli consentiti dalla legge o manifestamente infondati ovvero, fuori dei casi previsti dagli articoli 569 e 609 comma 2, per violazioni di legge non dedotte con i motivi di appello.»
(Art.606 c.p.p. - Casi di ricorso)
L'art.606 fornisce un ampio elenco dei motivi tassativamente previsti per ricorrere in Cassazione:
(Art.606 comma 1)

### Eccesso di potere
(Art.606 c.p.p. comma 1 lettera a)
La lettera A dell'articolo dedicato ai motivi di ricorso disciplina ogni caso di eccesso di potere. Questa concisa previsione normativa raggruppa in realtà molte ipotesi diverse. L'eccesso di potere infatti si realizza innanzitutto quando il giudice penale esercita poteri riservati ad altri organi: rientrano in questi casi l'applicazione analogica di una norma penale per un fatto non previsto dalla legge espressamente come reato o lo "straripamento" nell'applicare sanzioni di tipo amministrativo (revoche di licenze et similia).
L'altro caso è quando il giudice decida con poteri che non sono stati attribuiti a nessun organo dello Stato, quindi di fatto inesistenti o riservati ad Autorità straniere.

### Error in iudicando
L'error in iudicando per eccellenza, anche se può essere considerato tale pure il motivo suesposto alla lettera A, è previsto dalla lettera B del 606:
(Art.606 c.p.p. comma 1 lettera B)
Da notare che inosservanza ed erronea applicazione non sono sinonimi pleonastici, ma due previsioni differenti: nel primo caso c'è una mancanza totale dell'applicazione della legge penale, nel secondo l'applicazione si ritiene non corretta o non conforme all'ordinamento.
Questo errore può riguardare leggi penali ma non solo, anche leggi extrapenali che integrano le norme penali (le cosiddette leggi penali in bianco, previsioni normative che rimandano ad istituti di diritto civile o amministrativo). Il caso di scuola è il ricorso in Cassazione per un'imputazione di furto dove non si discute l'esecuzione materiale del fatto, quanto il titolo dell'imputato in realtà proprietario del bene, facendo leva quindi su aspetti civilistici.

### Error in procedendo
(Art.606 c.p.p. comma 1° lettera C)
L'error in procedendo, ovvero l'errore da parte dell'organo giudicante nell'applicazione o nel non aver rilevato cause di nullità, inutilizzabilità, ammibissibilità o decadenza relative a certi atti o elementi del processo. Poco da aggiungere alla perentoria disposizione della lettera c), se non precisare che non tutti gli errores in procedendo giustificano il ricorso in Cassazione, ma soltanto quelli relativi alle quattro ipotesi considerate ed elencate dalla norma. Non giustificano il ricorso in Cassazione quindi altre situazioni come la mera irregolarità.

### Mancata assunzione di una prova decisiva
(Art.606 comma 1° lettera D)
Insieme alla lettera e) dell'articolo, è una delle due ipotesi in cui la Cassazione entra anche nel merito della vicenda e non solo nelle questioni di diritto. Il potere cognitivo è piuttosto ristretto, in quanto la Suprema Corte deve soltanto compiere un giudizio sull'effettiva decisività della prova, ovvero la sua capacità di incidere sul giudizio finale in modo da poter effettivamente portarlo ad un esito differente. La prova stessa poi, deve essere stata ritualmente richiesta dalla parte, dal 2006 anche nell'istruzione dibattimentale, e non ammessa dall'organo giudicante.

### Carenza o manifesta illogicità della motivazione
(Art.606 comma 1° lettera E)
Il più particolare e controverso dei motivi di ricorso, dato che presuppone un potere di cognizione della Suprema Corte ma non ne indica il metro. Modificato nel 2006, con l'aggiunta della precisazione ovvero da altri atti del processo specificatamente indicati, questa previsione ha sempre creato notevoli dubbi sull'effettivo potere cognitivo della Suprema Corte, se potesse cioè quest'ultima superare il parametro dell'art.606 e valutare alla stregua di altre disposizioni.
A rendere più complicata la situazione è l'art.546 c.p.p., che pone l'obbligo della motivazione della sentenza pena nullità della stessa, obbligo che non si esaurisce nella sola esistenza di una forma di motivazione ma anche al suo interno delle ragioni che hanno portato il giudice ad escludere delle prove, ammetterne delle altre e a giudicare secondo certi canoni.
A chiarire ulteriormente questa situazione è intervenuta una sentenza della stessa Corte Suprema a Sezioni Unite, emanata il 26 febbraio 1991, la quale ha tracciato un confine logico ovvio, rimarcando anche le intenzioni originarie del legislatore, che nel progetto preliminare delineava presente la omissione della motivazione «anche dalla mancanza di singoli momenti esplicativi», ma ponendo un decisivo parametro di chiusura, ovvero che il vizio risulti «dal testo del provvedimento impugnato; occorre cioè che l'omissione appaia tale nello stesso sviluppo logico del provvedimento e non nella diversa prospettiva addotta dal ricorrente».
Secondo la Corte Suprema il ricorso è pertanto effettuabile soltanto qualora tutte le nullità relative alla motivazione siano riconducibili all'ipotesi dell'art.606, ovvero che la mancanza di motivazione sia desumibile dal testo del provvedimento e, dal 2006, da un atto del processo che abbia contribuito a formare la sentenza. Su quest'ultima aggiunta va precisato che l'atto contestato dall'impugnante per nullità di vizio della motivazione va comunque rapportato alla sentenza, in quanto la nullità degli atti del processo è prevista espressamente dalla lettera c) dell'art.606 comma 1. Non considerare questo particolare regime porterebbe a far contrastare l'art.569 (ricorso per "saltum") che non permette il ricorso immediato in Cassazione per i motivi d) ed e) del 606, convertendo il ricorso in Appello. Paradossalmente un ricorso per carenza di motivazione in un atto del processo sarebbe a quel punto plausibile nel ricorso per saltum utilizzando la lettera c), vanificando gli sforzi del legislatore di lasciare i problemi di merito ai primi due gradi di giudizio.
Una situazione particolare si crea quando la sentenza sia logica ma smentita totalmente dagli atti del processo. Questo avviene in tre ipotesi: una condanna con prova inesistente, una condanna con prova travisata, una condanna con mancata valutazione di una prova indicata dalla parte. La prima ipotesi rientra agevolmente richiamando la violazione di norma processuale. Caso emblematico è quello dell'acquisizione di prove vietate o in ammissibili, per le quali l'art.191 c.p.p. le rende inutilizzabili e come se fossero inesistenti. Il terzo caso è oggi previsto dalla lettera e) come modificata nel 2006, visto che sono stati inclusi anche gli atti del processo. Più problematico è il secondo caso, quello del travisamento della prova. Non si può parlare di travisamento in modo unitario, potendo esserci un travisamento degli atti, con richiamo ad uno o più atti processuali inesistenti, o un travisamento delle risultanze, nel qual caso l'atto esiste ma il suo significato probatorio viene completamente o in parte stravolto da un errato apprezzamento del giudice. La prima situazione è in realtà una peculiarità del primo caso già visto (prova inesistente o assunta irregolarmente), mentre la seconda ha creato notevoli problemi di incostituzionalità, essendo fino al 2006 non impugnabile un provvedimento se il travisamento non fosse espressamente inserito nel testo della decisione.

## Procedimento

### Predibattimento
Il ricorso può essere presentato da una parte o da un suo difensore, che deve essere iscritto ad un albo speciale predisposto dalla Corte stessa. In mancanza viene nominato uno d'ufficio.
Dopo l'avvenuta impugnazione, il Presidente della Cassazione assegna il ricorso ad una delle sei sezioni della Corte a seconda della materia e di altri criteri stabiliti dall'ordinamento giudiziario. Se rileva l'inammissibilità del ricorso, lo assegna alla Settima Sezione Penale, cosiddetta "Sezione Filtro", composta dai magistrati di Cassazione delle altre Sezioni Penali che vi si alternano a rotazione biennale. Entro 30 giorni la sezione adita si riunisce in camera di consiglio e decide se effettivamente esiste la causa evidenziata dal Presidente. In mancanza rimette gli atti a quest'ultimo.
La Cassazione si riunisce, come in civile, a "Sezioni Unite" quando deve decidere una questione sulla quale esistono pronunce contrastanti della Corte di Cassazione stessa o per questioni di importanza rilevante.

### Decisioni in camera di consiglio
Il rito camerale di Cassazione è previsto dall'art.611 c.p.p.
(Art. 611 c.p.p. - Procedimento in camera di consiglio.)
Il richiamo negativo all'art.442 riguarda i casi di giudizio abbreviato.

### Dibattimento
Qualora non si proceda in camera di consiglio, l'art.614 prevede l'ovvia fase dibattimentale. Non ci sono particolarità da sottolineare rispetto alle omologhe fasi di grado inferiore, come stabilisce lo stesso articolo al comma 1°. Una delle deroghe più importanti è la non necessaria comparizione delle parti private, sostituibili dai loro difensori.
Non esiste un'istruzione dibattimentale, dato che la Cassazione non ha una cognitio facti e gestis e, pertanto, non è neanche necessario un intervento diretto dei difensori.

### Sentenze e provvedimenti
Particolare del giudizio di Cassazione è che la sentenza non viene emanata dopo la chiusura del dibattimento, ma subito dopo il termine dell'udienza pubblica. Tuttavia il presidente può decidere di differire la deliberazione ad un'udienza successiva se le questioni sono numerose o particolarmente importanti e complesse.
Sostanzialmente, sono quattro i tipi di sentenza che la Corte può emettere:
- Sentenza di inammissibilità: viene emanata se il ricorso è inammissibile nonostante abbia superato il vaglio del controllo preliminare e la parte predibattimentale
- Sentenza di rigetto: la Corte rigetta ogni richiesta confermando la sentenza precedente
- Sentenza di rettificazione: ex art.619 c.p.p., nel caso di errori di diritto della motivazione o a richiami errati a indicazioni dei testi di legge. Gli errori non devono essere decisivi al fine della decisione, altrimenti la Corte deve annullare la sentenza del grado inferiore. C'è anche un'altra ipotesi di rettificazione, ovvero quando sia intervenuta una legge più favorevole all'imputato.
- Sentenza di annullamento: la Corte accoglie uno o più motivi del ricorso e annulla la sentenza di grado precedente senza dare un giudizio in merito sul reato perseguito. Tale verdetto può precisare se l'annullamento poi prevede un rinvio o meno.

È bene soffermarsi sulle sentenze di annullamento, in quanto più complesse rispetto alle altre. L'annullamento può essere con rinvio in appello o senza rinvio.
Senza rinvio, l'annullamento è previsto dall'art.620 c.p.p. per ben 10 situazioni, oltre ad altri richiami previsti dalla legge:

a) qualora il fatto non è previsto dalla legge come reato, se il reato è estinto o l'azione penale non doveva essere esercitata. Questa parte del 620 è stata oggetto di vivace dibattito, in quanto coincidente in buona parte con l'art.129 c.p.p. (In ogni stato e grado del processo, il giudice, il quale riconosce che il fatto non sussiste o che l'imputato non lo ha commesso o che il fatto non costituisce reato o non è previsto dalla legge come reato ovvero che il reato è estinto o che manca una condizione di procedibilità, lo dichiara di ufficio con sentenza) e si è sostenuto come potesse il 620 comma 1° lettera A essere una limitazione del 129 al fine di limitare la cognitio causae limitando i poteri della Corte ai soli casi previsti. L'illogicità di questo punto di vista sta nel fatto che comunque anche in vari casi dei quattro esempi fatti dal 620 la Corte avrebbe una cognitio causae, apparendo evidente che si tratta soltanto di una semplificazione descrittiva simile alla successiva lettera l;

b) se il reato non appartiene alla giurisdizione del giudice ordinario, in perfetta sintonia con l'art.20 c.p.p. che pone questa nullità come rilevabile d'ufficio;

c) se il provvedimento impugnato contiene disposizioni che eccedono i poteri della giurisdizione, limitatamente alle medesime;

d) se la decisione impugnata consiste in un provvedimento non consentito dalla legge;

e)se la sentenza è nulla a norma e nei limiti dell'articolo 522 in relazione a un reato concorrente

f) se la sentenza è nulla a norma e nei limiti dell'articolo 522 in relazione a un fatto nuovo;

g) se la condanna è stata pronunciata per errore di persona;

h) se vi è contraddizione fra la sentenza o l'ordinanza impugnata e un'altra anteriore concernente la stessa persona e il medesimo oggetto, pronunciata dallo stesso o da un altro giudice penale, in ossequio al principio del ne bis in idem. Solitamente il giudice annulla la seconda sentenza oppure da esecuzione a quella meno grave.

i) se la sentenza impugnata ha deciso in secondo grado su materia per la quale non è ammesso l'appello: in questo caso la Corte è tenuta, oltre ad annullare senza rinvio, a convertire l'appello annullato in ricorso provvedendo al giudizio

l) in ogni altro caso in cui la corte ritiene superfluo il rinvio ovvero può essa medesima procedere alla determinazione della pena o dare i provvedimenti necessari: disposizione piuttosto importante, perché stempera il tono delle lettere precedenti che ad una prima lettura sembrano tassative. In realtà la lettera l stabilisce l'unico vero criterio per decidere se un annullamento vada integrato da rinvio o meno, ovvero l'inutilità del rinvio stesso.
Gli effetti dell'annullamento senza rinvio sono disciplinati dall'art. 621 c.p.p.
Si annulla invece con rinvio in tutti i casi residuali che esulano dall'art.620 e dall'art.622 (annullamento dei soli effetti civili). L'art.623 si limita a disciplinare i tribunali destinatari del rinvio:
a) se è annullata un'ordinanza, la corte di cassazione dispone che gli atti siano trasmessi al giudice che l'ha pronunciata, il quale provvede uniformandosi alla sentenza di annullamento;
b) se è annullata una sentenza di condanna nei casi previsti dall'articolo 604 comma 1, la corte di cassazione dispone che gli atti siano trasmessi al giudice di primo grado;
c) se è annullata la sentenza di una corte di assise di appello o di una corte di appello ovvero di una corte di assise o di un tribunale in composizione collegiale, il giudizio è rinviato rispettivamente a un'altra sezione della stessa corte o dello stesso tribunale o, in mancanza, alla corte o al tribunale più vicini;
d) se è annullata la sentenza di un tribunale monocratico o di un giudice per le indagini preliminari, la corte di cassazione dispone che gli atti siano trasmessi al medesimo tribunale; tuttavia, il giudice deve essere diverso da quello che ha pronunciato la sentenza annullata.»
(Art. 623. - Annullamento con rinvio.)
Vanno evidenziati i poteri del giudice di rinvio, fortemente limitati dagli art.627 e 624.
Innanzitutto il giudice di rinvio deve uniformarsi alla sentenza della Suprema Corte, non soltanto per le questioni affrontate esplicitamente dalla Cassazione ma anche per quelle che la stessa avrebbe dovuto esaminare. Alla stessa stregua il giudice di rinvio non può dichiarare delle nullità assolute o cause di inammissibilità che poteva dichiarare la Corte stessa (art.627).
Questione più delicata è l'annullamento soltanto di alcune parti della sentenza, così disciplinata:
(Art.624 c.p.p. comma 1°)
È questione dibattuta in dottrina se la parola "parti" sia riferita ai capi soltanto della sentenza o ai vari punti: è ormai pacifico che non riguardi solo i capi ma tutti i punti, anche grazie all'avallo del secondo comma dello stesso articolo:
Più dibattuta invece la questione se i punti non annullati siano un giudicato o meno. Alcune autorevoli opinioni, come quella di Cordero, Costa e Manzini, ritengono che le parti non annullate nella sentenza non acquisiscano la natura di giudicato, ma che restino soltanto precluse e successive impugnazioni e dissertazioni, questo perché un giudicato presuppone che il merito sia accertato completamente e indiscutibilmente, anche e soprattutto per il principio del favor rei. Di diversa opinione chi ritiene che esista nel nostro ordinamento il cosiddetto "giudicato sulla questione", come Lozzi, che partendo dallo stesso art.624 comma 1°, che parla di "autorità di cosa giudicata", contesta anche il principio del favor rei, che incontra un grosso limite proprio nel giudicato stesso. Molto vicina a questa impostazione è anche una sentenza della Corte di Cassazione che testualmente indica con il termine parti della sentenza «qualsiasi statuzione avente una sua autonomia giuridico-concettuale e, quindi, non solo alle decisioni che concludono il giudizio in relazione ad un determinato capo di imputazione ma anche a quelle che nell'ambito di una stessa contestazione individuano aspetti non più suscettibili di riesame: anche in relazione a questi ultimi la decisione adottata, benché non ancora eseguibile, acquista autorità di cosa giudicata, quale che sia l'ampiezza del suo contenuto.»
Il giudice di rinvio non può giudicare sulle parti non annullate salvo nel caso non siano strettamente connesse a quelle annullate: serve un nesso di causalità.
Da notare che il giudizio di rinvio estende i suoi benefici anche ai coimputati non impugnanti e può avviare una fase istruttoria molto più ampia del comune appello.

## Ricorso persaltum
È previsto, come in civile, il ricorso per saltum, ovvero dal primo grado direttamente in Cassazione. Questa previsione è contenuta nell'art.569:
(Art. 569 c.p.p. - Ricorso immediato per Cassazione)
Se l'altra parte ha proposto appello, ex art.580 il ricorso si converte in appello, salvo che l'appellante non decida di ricorrere in Cassazione entro 15 giorni dall'avvenuta notifica del ricorso, rinunciando quindi al grado d'appello.
Non si può ricorrere per saltum per i motivi alle lettere d) ed e) dell'art.606, ovvero per prove non ammesse in giudizi di grado inferiore e per illogicità o motivazione carente nella sentenza. Questo perché la Cassazione ha potere cognitivo di merito ristrettissimo.